# Liste der Baudenkmäler in Buchenberg
Auf dieser Seite sind die Baudenkmäler in dem schwäbischen Markt Buchenberg zusammengestellt. Diese Tabelle ist eine Teilliste der Liste der Baudenkmäler in Bayern. Grundlage ist die Bayerische Denkmalliste, die auf Basis des Bayerischen Denkmalschutzgesetzes vom 1. Oktober 1973 erstmals erstellt wurde und seither durch das Bayerische Landesamt für Denkmalpflege geführt wird. Die folgenden Angaben ersetzen nicht die rechtsverbindliche Auskunft der Denkmalschutzbehörde.
 Die Liste gibt den Fortschreibungsstand vom 12. Juli 2019 wieder und umfasst siebzehn Baudenkmäler.

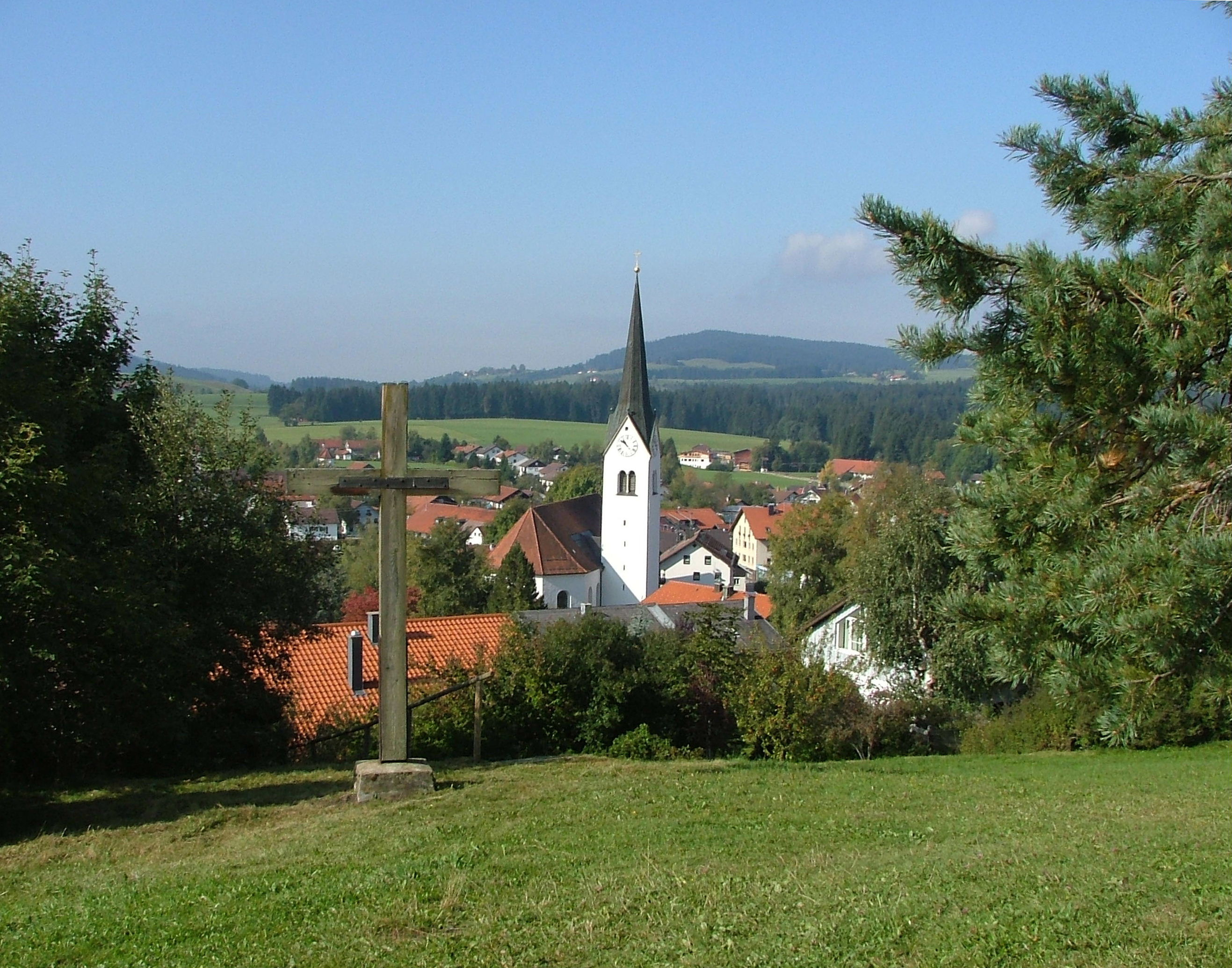
Buchenberg im Allgäu

## Baudenkmäler nach Ortsteilen

### Buchenberg
| Lage                                                      | Objekt                             | Beschreibung | Akten-Nr.             | Bild                               |
| --------------------------------------------------------- | ---------------------------------- | --- | --------------------- | ---------------------------------- |
| Lindauer Straße (am südwestlichen Ortsausgang) (Standort) | Katholische Kapelle St. Georg      | Rechteckbau mit dreiseitigem Schluss und Dachreiter, im Kern um 1460, im späten 18. Jahrhundert verändert; mit Ausstattung.                          | D-7-80-117-6          | weitere Bilder                     |
| Lindauer Straße 15 (Standort)                             | Gasthaus zum Adler                 | Zweigeschossiger Satteldachbau mit Fachwerk am Obergeschoss mit geschnitztem Eckstiel, im Kern um 1710, später mehrfach verändert.                   | D-7-80-117-4 Wikidata | weitere Bilder                     |
| Wirlinger Straße 4 (Standort)                             | Katholische Pfarrkirche St. Magnus | Saalbau mit eingezogenem Chor und nördlichem Turm mit Spitzhelm, Turm spätgotisch, Schiff und Chor Neubau von Joseph Beck, 1792/93; mit Ausstattung. | D-7-80-117-5          | Katholische Pfarrkirche St. Magnus |

### Ahegg
| Lage                  | Objekt                                 | Beschreibung                                                                                 | Akten-Nr.             | Bild                                   |
| --------------------- | -------------------------------------- | -------------------------------------------------------------------------------------------- | --------------------- | -------------------------------------- |
| Im Ahegg 1 (Standort) | Ehemalige Mühle, sogenannte Aheggmühle | Zweigeschossiger Bau mit flachem Satteldach und Fachwerkobergeschoss, bezeichnet mit „1722“. | D-7-80-117-8 Wikidata | Ehemalige Mühle, sogenannte Aheggmühle |

### Einöde
| Lage                 | Objekt  | Beschreibung                                                                     | Akten-Nr.             | Bild    |
| -------------------- | ------- | -------------------------------------------------------------------------------- | --------------------- | ------- |
| Einöde 52 (Standort) | Kapelle | Rechteckbau mit dreiseitigem Schluss, um 1800, verlängert 1930; mit Ausstattung. | D-7-80-117-9 Wikidata | Kapelle |

### Eschach
| Lage                   | Objekt                                 | Beschreibung | Akten-Nr.     | Bild                                   |
| ---------------------- | -------------------------------------- | --- | ------------- | -------------------------------------- |
| Eschach 103 (Standort) | Katholische Filialkirche St. Sylvester | Saalbau mit eingezogenem Chor und nördlichem Satteldachturm, im Kern wohl noch 15./16. Jahrhundert, um 1700 erneuert; mit Ausstattung. | D-7-80-117-10 | Katholische Filialkirche St. Sylvester |

### Eschachberg
| Lage                   | Objekt                           | Beschreibung | Akten-Nr.     | Bild                             |
| ---------------------- | -------------------------------- | --- | ------------- | -------------------------------- |
| Eschachberg (Standort) | Katholische Kapelle St. Antonius | Verschindelter Ständerbau mit dreiseitigem Schluss, 18./19. Jahrhundert, 1878 und 1953 erneuert; mit Ausstattung. | D-7-80-117-11 | Katholische Kapelle St. Antonius |

### Eschachried
| Lage                      | Objekt                         | Beschreibung                  | Akten-Nr.              | Bild                           |
| ------------------------- | ------------------------------ | ----------------------------- | ---------------------- | ------------------------------ |
| In Eschachried (Standort) | Historische Ausstattungsstücke | In moderner Kapelle von 1958. | D-7-80-117-12 Wikidata | Historische Ausstattungsstücke |

### Gablers
| Lage                   | Objekt     | Beschreibung | Akten-Nr.              | Bild       |
| ---------------------- | ---------- | --- | ---------------------- | ---------- |
| Gablers 181 (Standort) | Bauernhaus | Zweigeschossig mit Flachsatteldach, um 1550 (dendrochronologisch datiert) in Ständer- bzw. Blockbauweise errichtet, später verändert und um die Wiederkehr erweitert. | D-7-80-117-22 Wikidata | Bauernhaus |

### Hochreuten
| Lage                                                                                 | Objekt    | Beschreibung                                              | Akten-Nr.             | Bild      |
| ------------------------------------------------------------------------------------ | --------- | --------------------------------------------------------- | --------------------- | --------- |
| Nähe Hölzlers, an der Abzweigung von der Kürnacher Straße nach Hochreuten (Standort) | Bildstock | Bogennische auf Sockel, 19. Jahrhundert; mit Ausstattung. | D-7-80-117-7 Wikidata | Bildstock |

### Hölzlers
| Lage                        | Objekt              | Beschreibung                                                                    | Akten-Nr.              | Bild                |
| --------------------------- | ------------------- | ------------------------------------------------------------------------------- | ---------------------- | ------------------- |
| Hölzlers 173 1/3 (Standort) | Katholische Kapelle | Rollsteinbau mit dreiseitigem Schluss, spätes 18. Jahrhundert; mit Ausstattung. | D-7-80-117-13 Wikidata | Katholische Kapelle |

### Kenels
| Lage                 | Objekt                      | Beschreibung                                                                                | Akten-Nr.              | Bild                        |
| -------------------- | --------------------------- | ------------------------------------------------------------------------------------------- | ---------------------- | --------------------------- |
| Kenels 76 (Standort) | Wohnteil eines Bauernhauses | Zweigeschossiger Satteldachbau mit traufseitigem Fachwerk am Obergeschoss, 18. Jahrhundert. | D-7-80-117-14 Wikidata | Wohnteil eines Bauernhauses |

### Kreuzthal
| Lage                   | Objekt                             | Beschreibung | Akten-Nr.     | Bild           |
| ---------------------- | ---------------------------------- | --- | ------------- | -------------- |
| Kirchweg 12 (Standort) | Katholische Pfarrkirche St. Martin | Saalbau mit eingezogenem Chor, sechseckigem Dachreiter und längsseitigen Anbauten, außen verschindelte, innen verputzte Holzkonstruktion, 1746; mit Ausstattung. | D-7-80-117-15 | weitere Bilder |

### Masers
| Lage                  | Objekt                          | Beschreibung                                                                                     | Akten-Nr.              | Bild           |
| --------------------- | ------------------------------- | ------------------------------------------------------------------------------------------------ | ---------------------- | -------------- |
| Masers 138 (Standort) | Katholische Kapelle St. Michael | Rechteckbau mit leicht eingezogenem, dreiseitigem Schluss, 18./19. Jahrhundert; mit Ausstattung. | D-7-80-117-17 Wikidata | weitere Bilder |

### Ulmerthal
| Lage                      | Objekt  | Beschreibung                                                         | Akten-Nr.              | Bild    |
| ------------------------- | ------- | -------------------------------------------------------------------- | ---------------------- | ------- |
| Im Ulmerthal 5 (Standort) | Kapelle | Rechteckbau mit Dachreiter, Anfang 19. Jahrhundert; mit Ausstattung. | D-7-80-117-19 Wikidata | Kapelle |

### Wirlings
| Lage                         | Objekt                                | Beschreibung | Akten-Nr.              | Bild                       |
| ---------------------------- | ------------------------------------- | --- | ---------------------- | -------------------------- |
| Albriser Straße 2 (Standort) | Katholische Filialkirche St. Nikolaus | Saalbau mit eingezogenem Chor und westlichem Satteldachturm, Turm wohl spätromanisch, Neubau der Kirche 1518, um 1680/90 innen umgestaltet; mit Ausstattung.  | D-7-80-117-20          | weitere Bilder             |
| Wirlings 223 (Standort)      | Ehemaliges Kleinbauernhaus            | Zweigeschossiger Mittertennbau mit Hakenschopf und abgeschlepptem Flachsatteldach, verputzter Ständerriegelbau mit Fachwerkteilen, wohl noch 17. Jahrhundert. | D-7-80-117-21 Wikidata | Ehemaliges Kleinbauernhaus |

## Abgegangene Baudenkmäler
In diesem Abschnitt sind Objekte aufgeführt, die früher einmal in der Denkmalliste eingetragen waren, jetzt aber nicht mehr existieren, z. B. weil sie abgebrochen wurden. Aktennummern in diesem Abschnitt sind ehemalige, jetzt nicht mehr gültige Aktennummern.

| Lage                                     | Objekt                | Beschreibung                                                                            | Akten-Nr.             | Bild                  |
| ---------------------------------------- | --------------------- | --------------------------------------------------------------------------------------- | --------------------- | --------------------- |
| Buchenberg Eschacher Straße 2 (Standort) | Ehemaliges Bauernhaus | Zweigeschossiger Flachsatteldachbau mit Fachwerk am Obergeschoss, Ende 18. Jahrhundert. | D-7-80-117-2 Wikidata | Ehemaliges Bauernhaus |